# Botulfo

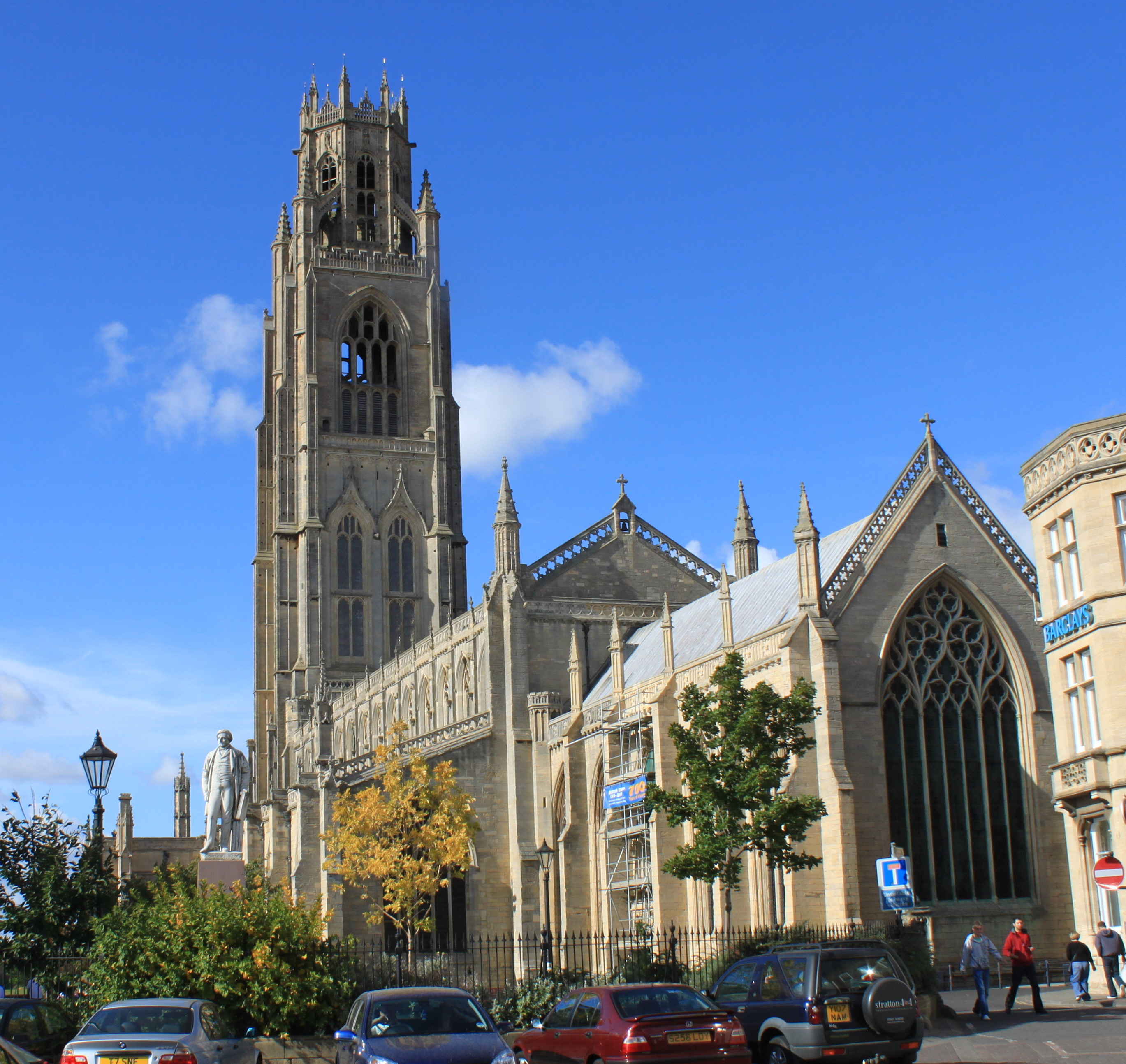
La iglesia de San Botulfo, en Boston (Lincolnshire, Reino Unido).

San Botulfo o Botolfo (fallecido ca. 680) fue un abad inglés y un santo de la Iglesia católica y la Comunión anglicana. Fue venerado sobre todo en la Edad Media en Inglaterra y el norte de Europa. Históricamente se sabe de su vida apenas poco más que su nombre.

## Biografía
Existe solamente un documento que da detalles de la vida de San Botulfo, un escrito del monje Folcard datado del siglo XI, cuatrocientos años después de la muerte del santo, y que se considera un texto lleno de fantasía. 
La Crónica Anglosajona dice: "Los anglos medios, bajo el gobierno de Peada, recibieron la fe verdadera. El rey Anna fue asesinado y Botulfo comenzó a construir la iglesia de Ikanho". No hay ningún poblado moderno en Inglaterra de nombre Icanho (que significaría "isla del buey"" o más estrictamente, "colina del buey") y la localización está disputada; pudiera ser en el sur de Lincolnshire, donde vivieron algunos de los anglos medios recién evangelizados, pero también podría tratarse del estuario del río Alden en el condado de Suffolk, donde se localiza una pequeña iglesia en la cima de una colina aislada, justo en el lugar de un antiguo monasterio.
La Vida de San Ceolfrido, escrito en tiempos de Beda por un autor desconocido, menciona a un abad de Anglia Oriental llamado Botulfo: "un hombre de vida y enseñanza notables, lleno de la gracia del Espíritu Santo".  Suffolk se localiza en el territorio histórico de Anglia Oriental.
Posiblemente el monasterio de San Botulfo fue destruido durante las invasiones vikingas en Inglaterra. Sus restos habrían sido trasladados en 970, con permiso del rey Edgar, al pueblo de Burgh, cerca de Woodbridge, donde permanecerían por 50 años, antes de que el rey Canuto el Grande los trasladara a la abadía de Bury St Edmunds.
Sus reliquias volvieron a ser trasladadas, junto con las de su hermano Adulfo, a la abadía de Thorney; su cabeza fue llevada a Ely y otras partes de su cuerpo a la abadía de Westminster y otros lugares.

## Veneración
En Inglaterra hay muchas iglesias dedicadas a San Botulfo en la región comprendida entre los condados de Sussex y Yorkshire, con una especial concentración en Anglia Oriental. Sin embargo, quizás la más conocida sea la iglesia de San Botulfo en Boston. También en la Ciudad de Londres cuatro iglesias (Aldersgate, Aldgate,  Billingsgate y Bishopsgate) estuvieron consagradas a él. Hoy todas a la excepción de Billingsgate sobreviven.
De hecho, el nombre del pueblo inglés de Boston significa "pueblo de Botulfo" (Botolph's town). Por influencia del puritano John Cotton (1585-1652), así fue nombrada también la ciudad de Boston, Estados Unidos.
Por la conexión que hubo durante la Edad Media entre las islas británicas y los países nórdicos, el culto de San Botulfo se extendió a estos últimos, donde es conocido como Bodil o Budolf. La catedral de Aalborg, en Dinamarca, está dedicada a él.